# Frances Ruffelle
Frances Ruffelle (född 1965 i London i Storbritannien) är en engelsk sångerska. Hon representerade Storbritannien i Eurovision Song Contest 1994 med låten "Lonely Symphony".